# Méthode des doubles différences

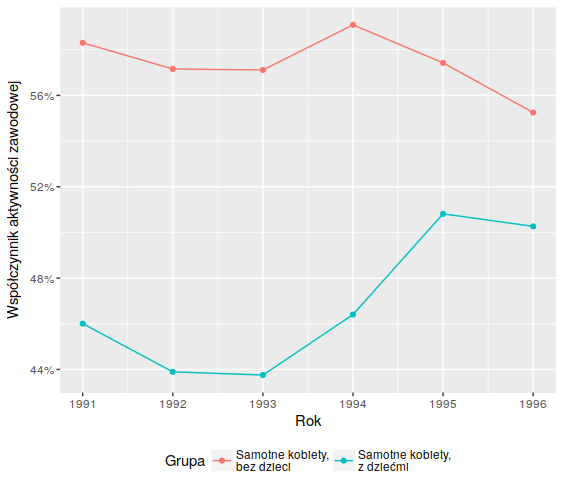
Méthode des doubles différences

La méthode des doubles différences (ou méthode des différences de différences) est une méthode statistique utilisée pour estimer l'effet d'un traitement et consistant à comparer la différence entre le groupe de contrôle et le groupe traité avant et après l'introduction du traitement. Cette méthode est notamment utilisée en évaluation des politiques publiques pour estimer l'effet d'un traitement dans le cadre théorique du modèle causal de Neyman-Rubin.